# مارينا سان خوسيه
مارينا سان خوسيه (بالإسبانية: Marina San José)‏ هي ممثلة إسبانية، ولدت يوم 16 سبتمبر 1983 في مدريد في إسبانيا.

## روابط خارجية
- مارينا سان خوسيه على موقع IMDb (الإنجليزية)